# Llista d'asteroides/96801–96900
| Nom     | Designació provisional | Data de descobriment | Lloc de descobriment | Descobridor/s                    |
| ------- | ---------------------- | -------------------- | -------------------- | -------------------------------- |
| 96801 - | 1999 RC131             | 9 de setembre, 1999  | Socorro              | LINEAR                           |
| 96802 - | 1999 RC134             | 9 de setembre, 1999  | Socorro              | LINEAR                           |
| 96803 - | 1999 RH134             | 9 de setembre, 1999  | Socorro              | LINEAR                           |
| 96804 - | 1999 RD137             | 9 de setembre, 1999  | Socorro              | LINEAR                           |
| 96805 - | 1999 RR138             | 9 de setembre, 1999  | Socorro              | LINEAR                           |
| 96806 - | 1999 RU142             | 9 de setembre, 1999  | Socorro              | LINEAR                           |
| 96807 - | 1999 RK143             | 9 de setembre, 1999  | Socorro              | LINEAR                           |
| 96808 - | 1999 RS148             | 9 de setembre, 1999  | Socorro              | LINEAR                           |
| 96809 - | 1999 RV150             | 9 de setembre, 1999  | Socorro              | LINEAR                           |
| 96810 - | 1999 RZ156             | 9 de setembre, 1999  | Socorro              | LINEAR                           |
| 96811 - | 1999 RM157             | 9 de setembre, 1999  | Socorro              | LINEAR                           |
| 96812 - | 1999 RZ161             | 9 de setembre, 1999  | Socorro              | LINEAR                           |
| 96813 - | 1999 RP163             | 9 de setembre, 1999  | Socorro              | LINEAR                           |
| 96814 - | 1999 RS163             | 9 de setembre, 1999  | Socorro              | LINEAR                           |
| 96815 - | 1999 RN164             | 9 de setembre, 1999  | Socorro              | LINEAR                           |
| 96816 - | 1999 RZ164             | 9 de setembre, 1999  | Socorro              | LINEAR                           |
| 96817 - | 1999 RK166             | 9 de setembre, 1999  | Socorro              | LINEAR                           |
| 96818 - | 1999 RW171             | 9 de setembre, 1999  | Socorro              | LINEAR                           |
| 96819 - | 1999 RS175             | 9 de setembre, 1999  | Socorro              | LINEAR                           |
| 96820 - | 1999 RY176             | 9 de setembre, 1999  | Socorro              | LINEAR                           |
| 96821 - | 1999 RU180             | 9 de setembre, 1999  | Socorro              | LINEAR                           |
| 96822 - | 1999 RY180             | 9 de setembre, 1999  | Socorro              | LINEAR                           |
| 96823 - | 1999 RK181             | 9 de setembre, 1999  | Socorro              | LINEAR                           |
| 96824 - | 1999 RA182             | 9 de setembre, 1999  | Socorro              | LINEAR                           |
| 96825 - | 1999 RA185             | 9 de setembre, 1999  | Socorro              | LINEAR                           |
| 96826 - | 1999 RQ185             | 9 de setembre, 1999  | Socorro              | LINEAR                           |
| 96827 - | 1999 RE186             | 9 de setembre, 1999  | Socorro              | LINEAR                           |
| 96828 - | 1999 RT187             | 9 de setembre, 1999  | Socorro              | LINEAR                           |
| 96829 - | 1999 RW187             | 9 de setembre, 1999  | Socorro              | LINEAR                           |
| 96830 - | 1999 RW189             | 9 de setembre, 1999  | Socorro              | LINEAR                           |
| 96831 - | 1999 RU194             | 8 de setembre, 1999  | Socorro              | LINEAR                           |
| 96832 - | 1999 RE195             | 8 de setembre, 1999  | Socorro              | LINEAR                           |
| 96833 - | 1999 RL195             | 8 de setembre, 1999  | Socorro              | LINEAR                           |
| 96834 - | 1999 RG199             | 7 de setembre, 1999  | Socorro              | LINEAR                           |
| 96835 - | 1999 RZ199             | 8 de setembre, 1999  | Socorro              | LINEAR                           |
| 96836 - | 1999 RU200             | 8 de setembre, 1999  | Socorro              | LINEAR                           |
| 96837 - | 1999 RC202             | 8 de setembre, 1999  | Socorro              | LINEAR                           |
| 96838 - | 1999 RQ202             | 8 de setembre, 1999  | Socorro              | LINEAR                           |
| 96839 - | 1999 RW202             | 8 de setembre, 1999  | Socorro              | LINEAR                           |
| 96840 - | 1999 RQ203             | 8 de setembre, 1999  | Socorro              | LINEAR                           |
| 96841 - | 1999 RP205             | 8 de setembre, 1999  | Socorro              | LINEAR                           |
| 96842 - | 1999 RH208             | 8 de setembre, 1999  | Socorro              | LINEAR                           |
| 96843 - | 1999 RN209             | 8 de setembre, 1999  | Socorro              | LINEAR                           |
| 96844 - | 1999 RO209             | 8 de setembre, 1999  | Socorro              | LINEAR                           |
| 96845 - | 1999 RU209             | 8 de setembre, 1999  | Socorro              | LINEAR                           |
| 96846 - | 1999 RC211             | 8 de setembre, 1999  | Socorro              | LINEAR                           |
| 96847 - | 1999 RS211             | 8 de setembre, 1999  | Socorro              | LINEAR                           |
| 96848 - | 1999 RL221             | 5 de setembre, 1999  | Anderson Mesa        | LONEOS                           |
| 96849 - | 1999 RC224             | 7 de setembre, 1999  | Anderson Mesa        | LONEOS                           |
| 96850 - | 1999 RR225             | 3 de setembre, 1999  | Kitt Peak            | Spacewatch                       |
| 96851 - | 1999 RE229             | 7 de setembre, 1999  | Anderson Mesa        | LONEOS                           |
| 96852 - | 1999 RW235             | 8 de setembre, 1999  | Catalina             | CSS                              |
| 96853 - | 1999 RQ236             | 8 de setembre, 1999  | Catalina             | CSS                              |
| 96854 - | 1999 RD238             | 8 de setembre, 1999  | Catalina             | CSS                              |
| 96855 - | 1999 RK238             | 8 de setembre, 1999  | Catalina             | CSS                              |
| 96856 - | 1999 RX238             | 8 de setembre, 1999  | Catalina             | CSS                              |
| 96857 - | 1999 RQ242             | 4 de setembre, 1999  | Anderson Mesa        | LONEOS                           |
| 96858 - | 1999 SY1               | 18 de setembre, 1999 | Socorro              | LINEAR                           |
| 96859 - | 1999 SE2               | 18 de setembre, 1999 | Socorro              | LINEAR                           |
| 96860 - | 1999 SG2               | 22 de setembre, 1999 | Višnjan Observatory  | K. Korlević                      |
| 96861 - | 1999 SC6               | 30 de setembre, 1999 | Socorro              | LINEAR                           |
| 96862 - | 1999 SE7               | 29 de setembre, 1999 | Socorro              | LINEAR                           |
| 96863 - | 1999 SE8               | 29 de setembre, 1999 | Socorro              | LINEAR                           |
| 96864 - | 1999 SK9               | 29 de setembre, 1999 | Socorro              | LINEAR                           |
| 96865 - | 1999 SA10              | 30 de setembre, 1999 | Socorro              | LINEAR                           |
| 96866 - | 1999 SV12              | 30 de setembre, 1999 | Socorro              | LINEAR                           |
| 96867 - | 1999 SA13              | 30 de setembre, 1999 | Socorro              | LINEAR                           |
| 96868 - | 1999 SH15              | 30 de setembre, 1999 | Catalina             | CSS                              |
| 96869 - | 1999 SD19              | 30 de setembre, 1999 | Socorro              | LINEAR                           |
| 96870 - | 1999 SB21              | 30 de setembre, 1999 | Kitt Peak            | Spacewatch                       |
| 96871 - | 1999 ST21              | 18 de setembre, 1999 | Socorro              | LINEAR                           |
| 96872 - | 1999 TC2               | 2 d'octubre, 1999    | Fountain Hills       | C. W. Juels                      |
| 96873 - | 1999 TH4               | 3 d'octubre, 1999    | Socorro              | LINEAR                           |
| 96874 - | 1999 TF8               | 6 d'octubre, 1999    | Fountain Hills       | C. W. Juels                      |
| 96875 - | 1999 TE10              | 8 d'octubre, 1999    | Prescott             | P. G. Comba                      |
| 96876 - | 1999 TY10              | 7 d'octubre, 1999    | Gnosca               | S. Sposetti                      |
| 96877 - | 1999 TF13              | 10 d'octubre, 1999   | Oohira               | T. Urata                         |
| 96878 - | 1999 TE16              | 11 d'octubre, 1999   | Črni Vrh             | Črni Vrh                         |
| 96879 - | 1999 TG16              | 11 d'octubre, 1999   | Monte Agliale        | S. Donati                        |
| 96880 - | 1999 TD18              | 10 d'octubre, 1999   | Xinglong             | BAO Schmidt CCD Asteroid Program |
| 96881 - | 1999 TD21              | 3 d'octubre, 1999    | Socorro              | LINEAR                           |
| 96882 - | 1999 TQ23              | 3 d'octubre, 1999    | Kitt Peak            | Spacewatch                       |
| 96883 - | 1999 TA24              | 4 d'octubre, 1999    | Kitt Peak            | Spacewatch                       |
| 96884 - | 1999 TP25              | 3 d'octubre, 1999    | Socorro              | LINEAR                           |
| 96885 - | 1999 TK26              | 3 d'octubre, 1999    | Socorro              | LINEAR                           |
| 96886 - | 1999 TT26              | 3 d'octubre, 1999    | Socorro              | LINEAR                           |
| 96887 - | 1999 TB32              | 4 d'octubre, 1999    | Socorro              | LINEAR                           |
| 96888 - | 1999 TH34              | 1 d'octubre, 1999    | Catalina             | CSS                              |
| 96889 - | 1999 TQ35              | 4 d'octubre, 1999    | Socorro              | LINEAR                           |
| 96890 - | 1999 TE36              | 3 d'octubre, 1999    | Anderson Mesa        | LONEOS                           |
| 96891 - | 1999 TC37              | 13 d'octubre, 1999   | Anderson Mesa        | LONEOS                           |
| 96892 - | 1999 TY38              | 3 d'octubre, 1999    | Catalina             | CSS                              |
| 96893 - | 1999 TM39              | 3 d'octubre, 1999    | Catalina             | CSS                              |
| 96894 - | 1999 TV40              | 5 d'octubre, 1999    | Catalina             | CSS                              |
| 96895 - | 1999 TY40              | 5 d'octubre, 1999    | Catalina             | CSS                              |
| 96896 - | 1999 TM43              | 3 d'octubre, 1999    | Kitt Peak            | Spacewatch                       |
| 96897 - | 1999 TJ56              | 6 d'octubre, 1999    | Kitt Peak            | Spacewatch                       |
| 96898 - | 1999 TV58              | 6 d'octubre, 1999    | Kitt Peak            | Spacewatch                       |
| 96899 - | 1999 TB59              | 6 d'octubre, 1999    | Kitt Peak            | Spacewatch                       |
| 96900 - | 1999 TC69              | 9 d'octubre, 1999    | Kitt Peak            | Spacewatch                       |